# 砺石三
砺石三，即金牛座χ（χ Tau，χ Tauri）是一对位于金牛座的双星，距离地球约268光年。
砺石三由一个分光双星系统组成，主星砺石三A是一颗蓝白色B-型主序星，视星等为+5.38。伴星砺石三B是一颗视星等为+7.6的黄色G-型主序星，距离主星19角秒。
在中国古代星官系统中，它属于西方白虎七宿中昴宿的星官砺石第三星，这也是砺石三名字的来由。